# Czarface
Czarface (souvent stylisé en majuscule) est un supergroupe de hip-hop américain formé en 2013 par le duo hip-hop underground 7L & Esoteric et Inspectah Deck du Wu-Tang Clan. Ils ont sorti leur premier album acclamé, Czarface, le 19 février 2013.
L'album a été suivi par Every Hero Needs a Villain en 2015 et A Fistful of Peril en 2016, tous deux également salués par la critique,.

## Histoire
Inspectah Deck a déclaré à Paul Meara de HipHopDX en février 2013 que l'album n'avait pas d'objectif, sinon de « créer quelque chose qui mérite d’être écouté ». Inspectah Deck avait collaboré avec 7L & Esoteric en tournée et sur deux morceaux précédents : la chanson du duo « Speaking Real Words » de l'album de 2001 The Soul Purpose et « 12th Chamber » de leur album de 2010 1212.
À partir de 2013, le trio a décidé de sortir d’autres collaborations sous le nom unique de « Czarface ». Esoteric a évoqué l’origine de l’album comme un amusement entre amis, qui a finalement conduit à un personnage représentant les trois membres.

## Identité visuelle de Czarface
Czarface est reconnu non seulement pour son style hip-hop, mais aussi pour son esthétique marquée inspirée des bandes dessinées. Depuis la création du groupe, l’artiste L'Amour Supreme est responsable de la création et du développement de l'identité visuelle de Czarface.
L’album éponyme Czarface (2013) introduisait un personnage masqué d’argent surgissant d’une case de bande dessinée, reflétant les thèmes rétro et super-héroïques du groupe. Ce personnage illustré, imaginé par L’Amour Supreme, est devenu central dans l’univers visuel du groupe, apparaissant régulièrement dans les clips, performances live et pochettes d’albums.
Les albums suivants – notamment Every Hero Needs a Villain (2015), A Fistful of Peril (2016), Czarface Meets Metal Face (2018, avec MF DOOM) et Czarface Meets Ghostface (2019, avec Ghostface Killah du Wu-Tang Clan) – ont étendu cet univers inspiré des comics. Chaque couverture représente le personnage-titre, conçu par L’Amour Supreme, dans des scènes colorées et dynamiques, riches en références aux bandes dessinées classiques. Les œuvres sont souvent intégrées à des mini-comics ou livrets accompagnant les versions vinyles, renforçant la cohérence du style Czarface.
En plus des illustrations d’albums, Czarface intègre souvent l’art de L’Amour Supreme dans des comics promotionnels et des costumes de scène, créant un pont entre les visuels 2D des comics et les performances en direct. En 2021, le groupe a publié une bande dessinée limitée intitulée Czar Noir, avec ses illustrations et conceptions de personnages. Plus récemment, Czartificial Intelligence (2023) proposait une nouvelle variation futuriste de l’esthétique Czarface, soulignant encore une fois le rôle central de L’Amour Supreme dans la narration visuelle du groupe.
Les collectionneurs de vinyles de Czarface citent souvent les pochettes imaginatives comme un attrait majeur, et plusieurs éditions alternatives (standard, deluxe, ou spéciales) ont été publiées pour mettre en avant des illustrations supplémentaires. Des galeries comme House of Roulx ont mis en lumière l’importance des croquis préparatoires de L’Amour Supreme, soulignant leur rôle dans la construction du mythe de Czarface.
Inspectah Deck a déclaré à Vice que le nom du personnage faisait intentionnellement écho à « Scarface », car ils souhaitaient que leur alter ego collaboratif suscite le même respect que celui accordé au personnage culte du film.

## Discographie

### Albums studio
| Année | Titre                      | Label         | Formats                                        | Meilleures positions dans les classements | Meilleures positions dans les classements | Meilleures positions dans les classements | Meilleures positions dans les classements | Meilleures positions dans les classements | Meilleures positions dans les classements | Remarques                        |
| Année | Titre                      | Label         | Formats                                        | US                                        | US R&B/HH                                 | US Rap                                    | US Ind.                                   | US Nouveaux                               | US Goûts                                  | Remarques                        |
| ----- | -------------------------- | ------------- | ---------------------------------------------- | ----------------------------------------- | ----------------------------------------- | ----------------------------------------- | ----------------------------------------- | ----------------------------------------- | ----------------------------------------- | -------------------------------- |
| 2013  | Czarface                   | Brick Records | CD, vinyle, cassette, téléchargement numérique | —                                         | 34                                        | 20                                        | 45                                        | —                                         | —                                         |                                  |
| 2015  | Every Hero Needs a Villain | Brick Records | CD, vinyle, cassette, téléchargement numérique | —                                         | 15                                        | 15                                        | 19                                        | 4                                         | 15                                        |                                  |
| 2016  | A Fistful of Peril         | Silver Age    | CD, vinyle, téléchargement numérique           | —                                         | 21                                        | 14                                        | 28                                        | 8                                         | —                                         |                                  |
| 2017  | First Weapon Drawn         | Silver Age    | Vinyle, téléchargement numérique               | —                                         | —                                         | —                                         | 44                                        | 16                                        | —                                         |                                  |
| 2018  | Czarface Meets Metal Face  | Silver Age    | CD, vinyle, cassette, téléchargement numérique | 134                                       | —                                         | —                                         | 5                                         | 1                                         | 5                                         | Enregistré avec MF Doom          |
| 2019  | Czarface Meets Ghostface   | Silver Age    | CD, vinyle, cassette, téléchargement numérique | —                                         | —                                         | —                                         | 8                                         | —                                         | 4                                         | Enregistré avec Ghostface Killah |
| 2019  | Double Dose of Danger      | Silver Age    | Vinyle, téléchargement numérique               | —                                         | —                                         | —                                         | —                                         | —                                         | —                                         |                                  |
| 2019  | The Odd Czar Against Us    | Silver Age    | CD, vinyle, téléchargement numérique           | —                                         | —                                         | —                                         | —                                         | —                                         | —                                         |                                  |
| 2021  | Super What?                | Silver Age    | CD, vinyle, cassette, téléchargement numérique | —                                         | —                                         | —                                         | —                                         | —                                         | —                                         | Enregistré avec MF DOOM          |
| 2021  | Czar Noir                  | Silver Age    | Vinyle                                         | —                                         | —                                         | —                                         | —                                         | —                                         | —                                         |                                  |
| 2022  | Czarmageddon               | Silver Age    | CD, vinyle                                     | 178                                       | —                                         | —                                         | 26                                        | 1                                         | —                                         |                                  |
| 2023  | Czartificial Intelligence  | Silver Age    | CD, vinyle, cassette                           | —                                         | —                                         | —                                         | —                                         | 7                                         | —                                         |                                  |
| 2024  | Everybody Eats!            | Silver Age    | CD, vinyle, cassette                           | —                                         | —                                         | —                                         | —                                         | —                                         | —                                         | Enregistré avec Kool Keith       |

### EPs
| Année | Titre                | Label      | Remarques               |
| ----- | -------------------- | ---------- | ----------------------- |
| 2018  | Man's Worst Enemy    | Silver Age | Enregistré avec MF DOOM |
| 2019  | Dog Days of Tomorrow | Silver Age |                         |
| 2021  | Good Guys, Bad Guys  | Silver Age |                         |

### Clips musicaux
| Année | Titre de l'album           | Titre de la chanson     | Réalisateur       | Artiste invité   |
| ----- | -------------------------- | ----------------------- | ----------------- | ---------------- |
| 2013  | Czarface                   | Air 'em Out             | McFarland & Pecci |                  |
| 2013  | Czarface                   | Hazmat Rap              | McFarland & Pecci |                  |
| 2015  | Every Hero Needs a Villain | The Great (Czar Guitar) | Sev One Media     |                  |
| 2015  | Every Hero Needs a Villain | Sgt. Slaughter          | Sev One Media     |                  |
| 2018  | Czarface Meets Metal Face  | Bomb Thrown             | Kendra Morris     | MF DOOM          |
| 2018  | Czarface Meets Metal Face  | Meddle with Metal       | James Reitano     | MF DOOM          |
| 2019  | Czarface Meets Ghostface   | Mongolian Beef          | Shawn A. Johnson  | Ghostface Killah |
| 2019  | Czarface Meets Ghostface   | Powers and Stuff        | Josh Mac          | Ghostface Killah |
| 2020  | The Odd Czar Against Us    | Couch                   | DJ Manipulator    |                  |
| 2020  | The Odd Czar Against Us    | Bizarro                 | Mike Pecci        |                  |
| 2023  | Czartificial Intelligence  | Czarchimedes' Death Ray | Hoku & Adam       |                  |